# Sandrine Testud
Sandrine Testud (Lió, 3 d'abril de 1972) és una tennista professional francesa retirada.
En el seu palmarès consten tres títols individuals i quatre en dobles femenins del circuit WTA, que li van permetre entrar en el Top10 d'ambdós rànquings mundials, concretament en el novè i el vuitè lloc dels rànquings respectius. Entre els seus resultats destaca haver estat finalista en la prova de dobles femenins del US Open 1999 al costat de Chanda Rubin. Va formar part de l'equip francès de la Fed Cup en diverses ocasions i va formar part de l'equip que va guanyar el títol en l'edició de 1997.

## Biografia
Filla de Josette i Daniel Testud, té un germà anomenat Fabrice.
Es va casar amb el seu entrenador de tennis, l'italià Vittorio Magnelli, el 13 de juny de 1998. El matrimoni va tenir dues filles anomenades Isabella (1998) i Sophie (2006).

## Torneigs de Grand Slam

### Dobles femenins: 1 (0−1)
| Resultat  | Núm. | Any  | Torneig | Parella      | Oponents                       | Marcador      |
| --------- | ---- | ---- | ------- | ------------ | ------------------------------ | ------------- |
| Finalista | 1.   | 1999 | US Open | Chanda Rubin | Serena Williams Venus Williams | 6−4, 1−6, 4−6 |

## Palmarès

### Individual: 10 (3−7)
| Llegenda                     |
| ---------------------------- |
| Grand Slam (0−0)             |
| WTA Tour Championships (0−0) |
| Tier I (0−1)                 |
| Tier II (1−3)                |
| Tier III (0−3)               |
| Tier IV (2−0)                |
| Tier V (0−0)                 |

| Títols per superfície |
| --------------------- |
| Dura (2−4)            |
| Gespa (0−0)           |
| Terra batuda (1−1)    |
| Moqueta (0−2)         |

| Resultat   | Núm. | Data                   | Torneig                    | Superfície   | Oponent           | Marcador           |
| ---------- | ---- | ---------------------- | -------------------------- | ------------ | ----------------- | ------------------ |
| Guanyadora | 1.   | 14 de juliol de 1997   | Palerm, Itàlia             | Terra batuda | Elena Makarova    | 7−5, 6−3           |
| Finalista  | 1.   | 18 d'agost de 1997     | Atlanta, Estats Units      | Dura         | Lindsay Davenport | 4−6, 1−6           |
| Finalista  | 2.   | 6 de juliol de 1998    | Praga, Txèquia             | Terra batuda | Jana Novotná      | 3−6, 0−6           |
| Guanyadora | 2.   | 5 d'octubre de 1998    | Stuttgart, Alemaya         | Dura (i)     | Lindsay Davenport | 7−5, 6−3           |
| Finalista  | 3.   | 25 d'octubre de 1999   | Linz, Àustria              | Moqueta (i)  | Mary Pierce       | 6−7(2), 1−6        |
| Finalista  | 4.   | 31 degener de 2000     | Tòquio, Japó               | Moqueta (i)  | Martina Hingis    | 3−6, 5−7           |
| Finalista  | 5.   | 8 de gener de 2001     | Canberra, Austràlia        | Dura         | Justine Henin     | 2−6, 2−6           |
| Finalista  | 6.   | 12 de febrer de 2001   | Doha, Qatar                | Dura         | Martina Hingis    | 3−6, 2−6           |
| Guanyadora | 3.   | 10 de setembre de 2001 | Waikoloa, Estats Units     | Dura         | Justine Henin     | 6−3, 2−0, retirada |
| Finalista  | 7.   | 18 de febrer de 2002   | Dubai, Emirats Àrabs Units | Dura         | Amélie Mauresmo   | 4−6, 6−7(5)        |

### Dobles femenins: 11 (4−7)
| Llegenda                     |
| ---------------------------- |
| Grand Slam (0−1)             |
| WTA Tour Championships (0−0) |
| Tier I (0−1)                 |
| Tier II (3−3)                |
| Tier III (1−1)               |
| Tier IV (0−0)                |
| Tier V (0−1)                 |

| Títols per superfície |
| --------------------- |
| Dura (3−5)            |
| Gespa (0−0)           |
| Terra batuda (0−0)    |
| Moqueta (1−2)         |

| Resultat   | Núm. | Data                  | Torneig                    | Superfície  | Parella         | Oponents                             | Marcador         |
| ---------- | ---- | --------------------- | -------------------------- | ----------- | --------------- | ------------------------------------ | ---------------- |
| Finalista  | 1.   | 13 d'abril de 1992    | Pattaya, Tailàndia         | Dura        | Pascale Paradis | Isabelle Demongeot Natalia Medvedeva | 1−6, 1−6         |
| Finalista  | 2.   | 31 de juliol de 1995  | San Diego, Estats Units    | Dura        | Alexia Dechaume | Gigi Fernández Nataixa Zvéreva       | 2−6, 1−6         |
| Finalista  | 3.   | 26 d'octubre de 1998  | Quebec, Canadà             | Moqueta (i) | Chanda Rubin    | Lori McNeil Kimberly Po              | 7−6(3), 5−7, 4−6 |
| Finalista  | 4.   | 30 d'agost de 1999    | US Open, Estats Units      | Dura        | Chanda Rubin    | Serena Williams Venus Williams       | 6−4, 1−6, 4−6    |
| Guanyadora | 1.   | 4 d'octubre de 1999   | Stuttgart, Alemanya        | Dura (i)    | Chanda Rubin    | Larisa Neiland A. Sánchez Vicario    | 6−3, 6−4         |
| Finalista  | 5.   | 8 de novembre de 1999 | Filadèlfia, Estats Units   | Moqueta (i) | Chanda Rubin    | Lisa Raymond Rennae Stubbs           | 1−6, 6−7(2)      |
| Guanyadora | 2.   | 7 de febrer de 2000   | París, França              | Moqueta (i) | Julie Halard    | Émilie Loit Åsa Carlsson             | 3−6, 6−3, 6−4    |
| Guanyadora | 3.   | 24 de juliol de 2000  | Stanford, Estats Units     | Dura        | Chanda Rubin    | Cara Black Amy Frazier               | 6−4, 6−4         |
| Guanyadora | 4.   | 12 de febrer de 2001  | Doha, Qatar                | Dura        | Roberta Vinci   | Kristie Boogert Miriam Oremans       | 7−5, 7−6(4)      |
| Finalista  | 6.   | 15 d'octubre de 2001  | Zuric, Suïssa              | Dura (i)    | Roberta Vinci   | Lindsay Davenport Lisa Raymond       | 3−6, 6−1, 2−6    |
| Finalista  | 7.   | 18 de febrer de 2002  | Dubai, Emirats Àrabs Units | Dura        | Roberta Vinci   | Barbara Rittner María Vento-Kabchi   | 3−6, 2−6         |

### Equips: 1 (1−0)
| Resultat   | Núm. | Data                  | Torneig                                         | Superfície  | Equips                                       | Oponents                                                        | Marcador |
| ---------- | ---- | --------------------- | ----------------------------------------------- | ----------- | -------------------------------------------- | --------------------------------------------------------------- | -------- |
| Guanyadora | 1.   | 3−4 d'octubre de 1997 | Copa Federació, 's-Hertogenbosch, Països Baixos | Moqueta (i) | Alexandra Fusai Mary Pierce Nathalie Tauziat | Manon Bollegraf Miriam Oremans B. Schultz-McCarthy Caroline Vis | 4−1      |

## Trajectòria

### Individual
| Open d'Austràlia | A           | Q           | A           | 2R  | 1R          | 4R          | 3R          | 1R | 2R          | QF          | 4R          | 4R | 3R          | 1R          | A           | A   | 0 / 11 | 19 – 11 |
| Roland Garros | A           | 1R          | 1R          | 2R  | 1R          | 1R          | 2R          | 3R | 3R          | 4R          | 2R          | 3R | 4R          | 1R          | A           | 1R  | 0 / 14 | 15 – 14 |
| Wimbledon | A           | A           | A           | 1R  | 1R          | 1R          | 2R          | 2R | 4R          | 4R          | 3R          | 1R | 4R          | 2R          | A           | A   | 0 / 11 | 14 – 11 |
| US Open | A           | A           | Q           | 2R  | 1R          | 2R          | 3R          | 4R | QF          | 3R          | 2R          | 4R | 4R          | A           | A           | A   | 0 / 10 | 20 – 10 |
| Jocs Olímpics | No celebrat | No celebrat | No celebrat | A   | No celebrat | No celebrat | No celebrat | A  | No celebrat | No celebrat | No celebrat | A  | No celebrat | No celebrat | No celebrat | 1R  | 0 / 1  | 0 – 1   |
| Rànquing a final d'any | 265         | 167         | 118         | 106 | 98          | 81          | 41          | 41 | 13          | 14          | 13          | 17 | 11          | 38          | –           | 311 |        |         |
| Llegenda: G: Guanyadora; F: Finalista; SF: Semifinalista; QF: Quarts de final; Q: Qualificació; A: Absent; RR: Round Robin; |             |             |             |     |             |             |             |    |             |             |             |    |             |             |             |     |        |         |

### Dobles femenins
| Open d'Austràlia | A   | A   | 2R | 2R          | 1R          | 2R          | 2R | 1R          | 2R          | 1R          | 2R | 3R          | 3R          | A           | A  | A   | 0 / 11 | 10 – 11 |
| Roland Garros | 2R  | 1R  | 1R | 1R          | 1R          | 1R          | 2R | 1R          | 2R          | A           | 3R | QF          | QF          | A           | SF | 1R  | 0 / 14 | 15 – 14 |
| Wimbledon | A   | A   | 1R | 1R          | 1R          | 2R          | 3R | 2R          | 3R          | 1R          | 3R | 2R          | 3R          | A           | A  | A   | 0 / 11 | 11 – 11 |
| US Open | A   | 2R  | 2R | 1R          | 2R          | 1R          | 3R | 2R          | 1R          | F           | QF | SF          | A           | A           | A  | A   | 0 / 11 | 18 – 11 |
| Jocs Olímpics | NC  | NC  | A  | No celebrat | No celebrat | No celebrat | A  | No celebrat | No celebrat | No celebrat | A  | No celebrat | No celebrat | No celebrat | 1R | NC  | 0 / 1  | 0 – 1   |
| Rànquing a final d'any | 129 | 104 | 88 | 115         | 117         | 59          | 42 | 74          | 70          | 23          | 23 | 13          | 48          | –           | 61 | 258 |        |         |
| Llegenda: G: Guanyadora; F: Finalista; SF: Semifinalista; QF: Quarts de final; Q: Qualificació; A: Absent; RR: Round Robin; |     |     |    |             |             |             |    |             |             |             |    |             |             |             |    |     |        |         |

### Dobles mixts
| Open d'Austràlia | A  | A | A  | A | A | A | A  | A  | A | A  | A  | A  | A  | A | A  | A  | 0 / 0 | 0 – 0  |
| Roland Garros | 2R | A | 1R | A | A | A | 2R | 1R | A | 3R | A  | 2R | 2R | A | 2R | QF | 0 / 9 | 10 – 9 |
| Wimbledon | A  | A | A  | A | A | A | A  | 1R | A | 2R | 2R | A  | A  | A | A  | A  | 0 / 3 | 2 – 3  |
| US Open | A  | A | A  | A | A | A | QF | A  | A | A  | 2R | A  | A  | A | A  | A  | 0 / 2 | 4 – 2  |
| Llegenda: G: Guanyadora; F: Finalista; SF: Semifinalista; QF: Quarts de final; Q: Qualificació; A: Absent; RR: Round Robin; |    |   |    |   |   |   |    |    |   |    |    |    |    |   |    |    |       |        |